# Autovía Badajoz-Granada
La A-81 es una futura autovía que uniría la ciudad de Badajoz con la de Granada, pasando por Zafra y Córdoba. Las obras empezaron antes de la finalización de la IX legislatura de Andalucía (2012). Al principio se pensó en construir la autovía solamente en los tramos de mayor densidad de tráfico —aquellos que soportasen más de 10 000 vehículos por día—, que es lo normal en este tipo de proyectos, pero al final se ha decidido construir la autovía en todo el trazado, ya que el volumen de tráfico aumentará en los próximos años. Se ha tardado mucho en darle un nombre definitivo, pero al final se denominará A-81, denominación que usaba anteriormente la autovía de acceso al Aeropuerto de Asturias (AI-82).
La A-81 seguirá el trazado de la actual carretera N-432, la cual cuenta con gran número de travesías urbanas con semáforos, que ralentizan la circulación.

## Tramos
| Denominación | Tramo | Kilómetros | Año servicio / Estado (2025)                                                                       |
| ------------ | --- | ---------- | -------------------------------------------------------------------------------------------------- |
|              | Ronda Este de Badajoz Tramo: Badajoz Este A-5 - Badajoz Sur EX-C1                                                               | 7,5        | En redacción de proyecto (pendiente someter a información pública) (pendiente licitación de obras) |
|              | Badajoz Sur EX-C1 - Espiel | 201,9      | Estudio informativo aprobado provisional (DIA aprobada) (pendiente licitación de proyecto)         |
|              | Espiel - Córdoba Norte | 37,9       | Estudio informativo terminado (pendiente licitación de anteproyecto o proyecto)                    |
| CO-31        | Ronda Este de Córdoba Tramo: Córdoba Norte - Córdoba Este                                                                       | 4          | 1997                                                                                               |
| E-5 A-4      | Ronda Sur-Sureste de Córdoba Tramo: Córdoba Este - Córdoba Sur (sentido Este) Tramo: Córdoba Este - Córdoba Sur (sentido Oeste) | 4 4        | 1985                                                                                               |
|              | Córdoba Sur - La Huerta Nueva                                                                                                   | 2,3        | Estudio informativo (reactivado)                                                                   |
|              | La Huerta Nueva - Santa Cruz | 8,8        | Estudio informativo (reactivado)                                                                   |
|              | Santa Cruz - Espejo Oeste | 8,3        | Estudio informativo (reactivado)                                                                   |
|              | Variante de Espejo Tramo: Espejo Oeste - Espejo Este                                                                            | 7,5        | Estudio informativo (reactivado)                                                                   |
|              | Espejo Este - Baena Oeste | 18,3       | Estudio informativo (reactivado)                                                                   |
|              | Variante de Baena Tramo: Baena Oeste - Luque                                                                                    | 10,1       | Estudio informativo (reactivado)                                                                   |
|              | Luque - Alcaudete | 6,6        | Estudio informativo (reactivado)                                                                   |
|              | Alcaudete - Alcalá la Real | 23,1       | Estudio informativo (reactivado)                                                                   |
|              | Alcalá la Real - Puerto Lope | 21,7       | Estudio informativo (reactivado)                                                                   |
|              | Puerto Lope - Pinos Puente | 2,6        | Estudio informativo (reactivado)                                                                   |
| GR-43        | Pinos Puente - Atarfe | 9,7        | 2021                                                                                               |
|              | Atarfe - Granada Oeste A-92G | 2          | En obras (apertura retrasada a mediados de 2026)                                                   |